# 石田壽一
石田 壽一（いしだ としかず、1958年（昭和33年） - ）は、日本の建築学者。東北大学大学院工学研究科都市・建築学専攻都市・建築デザイン学講座都市デザイン教授。博士（工学）。

## 略歴
東京都生まれ。
- 1980年　日本大学理工学部建築学科卒業。
- 1992年　オランダ・デルフト工科大学研究員。
- 1995年　東京大学大学院工学系研究科建築学専攻博士課程単位取得満期退学。
- 1996年～1997年　九州芸術工科大学助手。
- 1997年～2002年　九州芸術工科大学芸術工学部助教授。
- 2003年　九州大学芸術工学研究院助教授。（九州芸術工科大学が九州大学芸術工学研究院に移行したため）
- 2004年～2008年　九州大学芸術工学研究院環境計画部門環境計画設計講座教授。
- 2009年　東北大学大学院へ転勤。（教授）
- 2010年　東北大学大学院SSD(Sendai School of Design)教授。（PBLスタジオ：環境軸、国際軸担当）

## 主な作品
- 九州大学USIサテライト ルネット

## 受賞歴
- 1999年　SDレビュー1999　鹿島賞
- 2000年　International Competition for Amphibious Living Design Category 2 Urban and Architectural Design
- 2007年　グッドデザイン賞　建築環境部門/公共建築
- 2009年　日本建築学会賞　教育賞（共同受賞） - 「デザイン教育の先駆的試み－国際建築ワークショップ－」：阿部仁史、石田壽一、小野田泰明、本江正茂、堀口徹、中田千彦、槻橋修
- 2011年　SDレビュー2011　入選

## 著書
- 低地オランダ―帯状発展する建築・都市・ランドスケープ 、丸善、1998.6
- オランダにおける「ホフィエ(都市福祉施設)」の空間構成に関する研究報告  2001年度～2002年度